# 赤津村 (栃木県)
赤津村（あかつむら）は栃木県の中南部、下都賀郡に属していた村である。

## 地理
- 河川 - 赤津川

## 歴史
- 1889年（明治22年）4月1日 - 町村制施行により、富張村、大橋村、原宿村、木村、臼窪村、深沢村、大柿村が合併し下都賀郡赤津村が成立する。
- 1955年（昭和30年）4月1日 - 家中村と合併し都賀村となる。